# Martin-Baker MB 5
Il Martin-Baker MB 5 è l'ultimo di una serie di prototipi di aerei da guerra realizzati dall'azienda britannica Martin-Baker Aircraft durante la seconda guerra mondiale e mai avviati alla produzione.

## Storia

### Sviluppo
Lo sviluppo dell'MB 5 si deve alla specifica F.18/39 emessa dall'Air Ministry, il Ministero dell'Aria britannico, per la fornitura di un caccia da destinare alla Royal Air Force che riunisse doti di agilità e robustezza e che riuscisse a superare la velocità di 400 mph (644 km/h). L'azienda britannica fino a quel momento era riuscita a concretizzare solo un altro prototipo, l'MB 3 del 1942, il cui sviluppo venne interrotto nel corso dello stesso anno a causa di un incidente di volo e nel quale trovò la morte il socio e collaudatore Van Baker. Per partecipare al concorso, inizialmente si pensò di proporre un MB 3 modificato, rimotorizzato con un Rolls-Royce Griffon ed al quale era stata assegnata la denominazione MB 4, orientandosi successivamente per un progetto completamente nuovo.
Il velivolo, denominato MB 5, utilizzava un'ala simile al precedente MB 3 ma presentava una fusoliera completamente nuova, caratterizzata dalla sezione tubolare e realizzata in acciaio, che terminava in un impennaggio classico monoderiva. L'abitacolo monoposto era chiuso da un tettuccio a goccia che consentiva un'ottima visibilità in tutte le direzioni. Il carrello d'atterraggio era triciclo classico, anteriormente retrattile e con le gambe di forza ampiamente distanziate tra loro, completato da un ruotino d'appoggio posto sotto la coda. La motorizzazione era affidata ad un Rolls-Royce Griffon 83, un 12 cilindri a V raffreddato a liquido,  capace di 2 340 hp (1 745 kW) al quale erano abbinate una coppia di eliche tripala controrotanti.
L'armamento era costituito da 4 cannoncini automatici Hispano Mk.II da 20 mm integrati nelle ali

#### Prova di volo
Il prototipo dell'MB 5, numero di serie R2496, venne portato in volo per la prima volta il 23 maggio 1944. I collaudatori che si alternarono alla sua guida giudicarono le prestazioni ancora da scoprire completamente mentre il personale dell'Armament and Aircraft Experimental Establishment si espresse molto positivamente sulla realizzazione della postazione di pilotaggio.  Inoltre si espressero entusiasticamente  circa l'accessibilità alle varie parti in fase di manutenzione, giudicandola eccellente grazie al sistema di pannelli removibili adottato.
(Il pilota collaudatore, capitano Eric "Winkle" Brown, 1948)
Riconosciuto come uno dei migliori piloti acrobatici nel Regno Unito, S/L Janusz Żurakowski del Aeroplane and Armament Experimental Establishment (A&AEE), presso la RAF Boscombe Down, diede una spettacolare prova delle capacità di sé e dell'MB 5 durante un'esibizione in occasione della mostra internazionale e esposizione di volo di Farnborough del giugno 1946, dove dichiarò che era un progetto superlativo di caccia spinto da motore a pistoni, in molti aspetti superiore allo Spitfire.

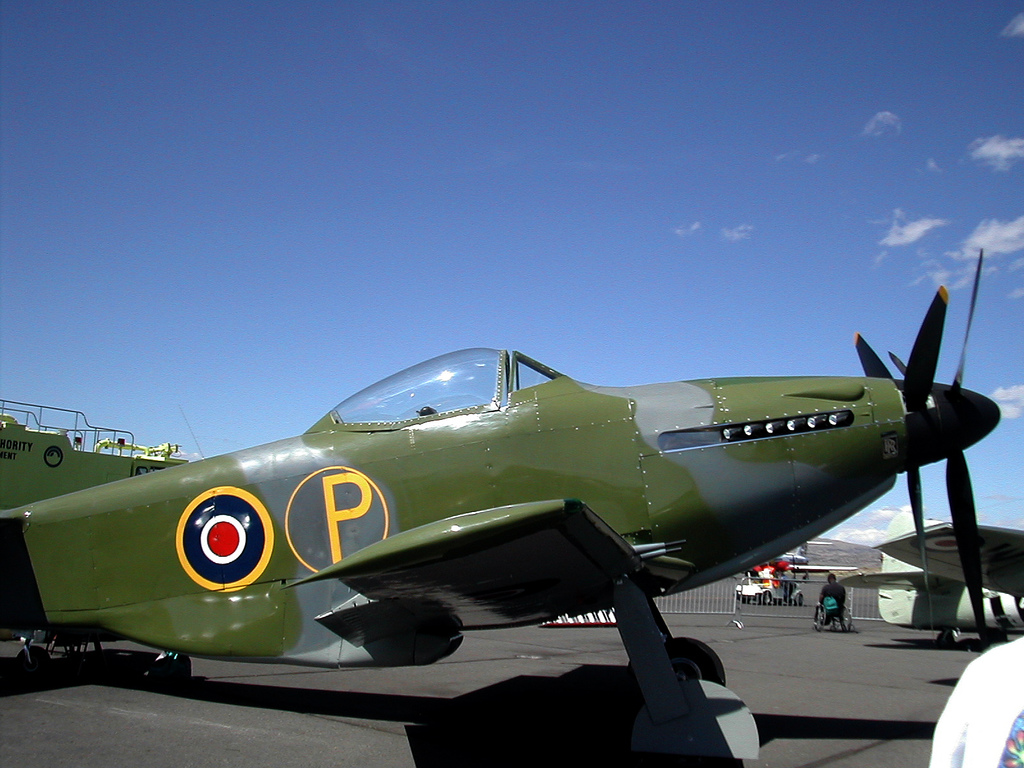
La replica del MB 5 nella fase finale della sua costruzione come si presentava nel 2006.

La produzione di serie, se fosse stata autorizzata, sarebbe apparsa in tempo per equipaggiare gli Squadroni della RAF nelle ultime fasi della seconda guerra mondiale, durante le operazioni nei cieli sopra la Germania nazista. Venne invece presa la decisione di orientarsi verso lo sviluppo dei nuovi caccia con motore a getto e non venne effettuato alcun ordine del pur ottimo MB 5. Alcune fonti citano, come causa della decisione, il malfunzionamento del motore Griffon quando il velivolo venne presentato a Winston Churchill, altre che alla Martin-Baker mancavano sia le strutture necessarie per avviare una produzione sostanziale che un contributo economico da parte del governo britannico.
L'unico esemplare dell'originale MB 5 si ritiene sia stato distrutto in un poligono di tiro.
Dopo aver realizzato l'MB 5, l'azienda concentrò i suoi sforzi sulla progettazione e sviluppo del seggiolino eiettabile divenendo un'azienda leader del settore ed attiva ancora ai nostri giorni

## Esemplari attualmente esistenti
L'unico esemplare originale risulta distrutto, tuttavia ne è stata realizzata una replica parziale a Reno, in Nevada ad opera di John Marlin, utilizzando l'ala di un North American P-51 Mustang. Al 2006 risultava prossima a completamento.

## Velivoli comparabili
Australia
- CAC CA-15

 Regno Unito
- Fairy Firefly
- Supermarine Seafang
- Supermarine Spitfire Nk.IV e dal Mk.XII in poi
- Supermarine Spiteful Mk.XV e Mk.XIV